# Маніфест 6 серпня 1905
Високий Маніфест Про заснування Державної Думи (рос. Высоча́йший Манифе́ст Об учреждении Государственной Думы) — законодавчий акт верховної влади Російської імперії, даний 6 (19) серпня  1905. Оголошував про заснування Державної Думи та визначав принципи вибору депутатів Думи. Одночасно було опубліковано Положення про вибори від 6 серпня 1905. Передбачав заснуання Державної Думи як «закономовної установи, якій надається попередня розробка та обговорення законодавчих припущень та розгляд розпису державних доходів та витрат».
Проект Думи, передбачений маніфестом, отримав назву Булигінської думи — на ім'я міністра внутрішніх справ Олександра Булигіна, який його підготував.
Дума мала бути скликана пізніше середини січня 1906. Обрання членів Думи мало проводитися губернськими виборчими зборами землевласників та уповноважених від волостей під головуванням губернського ватажка дворянства чи зборами міських виборців під головуванням міського голови.
Скликання Булигинської думи було зірвано внаслідок розвитку революційних подій у жовтні 1905 і Високого Маніфесту 17 жовтня 1905  про створення Державної Думи з законодавчими повноваженнями.